# HKtec
是香港以電腦及數碼產品為主要內容網站，設有為網上熱話、Android編程、數碼新聞、網上優惠及遊戲相關等欄目。